# Je t'aime (bài hát)
"Je t'aime" (tạm dịch từ tiếng Pháp: "Em yêu anh") là một bài hát của nữ ca sĩ người Bỉ-Canada Lara Fabian, do chính cô và nhà sản xuất Rick Allison đồng sáng tác. Ca khúc được phát hành thành đĩa đơn thứ hai từ album Pure (1996). Đây là đĩa đơn thứ hai trong sự nghiệp của Fabian đạt được vị trí trong top 10 tại Pháp và Bỉ, cũng như nằm trong danh sách 100 đĩa đơn bán chạy nhất thập niên 1990 của Pháp. Ca khúc được Fabian biểu diễn trực tiếp trong hầu hết các chuyến lưu diễn của cô.

## Sáng tác và phát triển
Bài hát được viết lời bởi Lara Fabian và soạn nhạc bởi Rick Allison. Quá trình sản xuất cho bài hát do Allison và Charles Barbeau thực hiện.

## Diễn biến thương mại
"Je t'aime" tiếp nối thành công trước đó của "Tout", trở thành đĩa đơn thứ hai trong sự nghiệp của Fabian đạt được vị trí cao nhất trong top 10 tại Pháp và Bỉ. Tại Pháp, ca khúc xuất hiện trên bảng xếp hạng vào ngày đầu tiền của tháng 11 năm 1997 ở vị trí thứ 24. Sau 3 tuần, ca khúc lọt vào top 10 của bảng xếp hạng, ở vị trí thứ 8, và sau đó đạt vị trí cao nhất (thứ 6) trong 3 tuần liên tiếp. Ca khúc có 13 tuần nằm trong top 10 trong tổng số 31 tuần nằm trên bảng xếp hạng. Tại Bỉ, ca khúc cũng xuất hiện ở vị trí 24 trên bảng xếp hạng vào trung tuần tháng 11 năm 1997. Ca khúc nằm trong top 10 trong 7 tuần liên tiếp, cũng đạt vị trí cao nhất là thứ 6, và hiện diện trên bảng xếp hạng trong 22 tuần. Một đĩa đơn phát hành lại của bài hát đạt vị trí thứ 42, với 2 tuần nằm trên bảng xếp hạng vào cuối tháng 11 năm 2010. Cùng với "Tout", "Je t'aime" là đĩa đơn thứ 2 và cũng là cuối cùng của Fabian góp mặt trong danh sách 100 đĩa đơn bán chạy nhất tại Pháp trong thập niên 1990, với doanh số ghi nhận được vào khoảng 501.000 bản.

## Biểu diễn trực tiếp và hát lại
"Je t'aime" là ca khúc thường xuyên được Fabian biểu diễn trong các chuyến lưu diễn. Các phiên bản biểu diễn trực tiếp của bài hát có sẵn trong các album trực tiếp như Live 1999, Live 2002 và En Toute Intimité (2003). Một số màn trình diễn trực tiếp tiêu biểu khác bao gồm màn trình diễn tại lễ trao giải Victoires de la Musique năm 1998, màn trình diễn tại lễ trao giải World Music Awards năm 1999 và tại Royal Albert Hall năm 2011.
Năm 2017, bài hát được Tony Carreira và Lara Fabian thể hiện lại bằng tiếng Bồ Đào Nha với tựa đề mới "Um amor assim". Tại lễ trao giải thưởng Sáng tác SOCAN năm 2018, nữ ca sĩ Aiza đã trình diễn "Je t'aime" để tri ân những cống hiến của Fabian cho SOCAN.

## Danh sách bài hát
- Đĩa đơn chính thức tại Pháp, nhãn hiệu Polydor (1997)[1]

1. "Je t'aime" – 4:23
2. "Alléluia" – 4:09

- Đĩa đơn quảng bá tại Canada, nhãn hiệu Arpège Musique (1996)[10]

1. "Je t'aime" – 4:23
2. "Alléluia" – 4:09

## Những người thực hiện
Thông tin lấy từ ghi chú trên bìa đĩa đơn và bìa album Pure.
"Je t'aime"
- Lara Fabian – soạn lời, hát chính
- Rick Allison – soạn nhạc, sản xuất
- Charles Barbeau – sản xuất, cải biên, lập trình, piano
- Benoît Clément – trống
- Rémy Malo – bass
- Pierre Dumont Gauthier – guitar
- Bruce Gaitsch – đơn tấu guitar nylon

## Xếp hạng và chứng nhận
| Bảng xếp hạng (1997–98)   | Vị trí cao nhất |
| ------------------------- | --------------- |
| Bỉ (Ultratop 50 Wallonia) | 6               |
| Pháp (SNEP)               | 6               |

| Bảng xếp hạng (1997)   | Vị trí |
| ---------------------- | ------ |
| Bỉ (Ultratop Wallonia) | 35     |
| Pháp (SNEP)            | 46     |
| Bảng xếp hạng (1998)   | Vị trí |
| Bỉ (Ultratop Wallonia) | 61     |
| Pháp (SNEP)            | 31     |

| Bảng xếp hạng (1995–2020)       | Vị trí |
| ------------------------------- | ------ |
| Bỉ (Ultratop Top 1000 Wallonia) | 442    |

| Quốc gia                                                                           | Chứng nhận | Số đơn vị/doanh số chứng nhận |
| ---------------------------------------------------------------------------------- | ---------- | ----------------------------- |
| Bỉ (BEA)                                                                           | Vàng       | 25.000*                       |
| Pháp (SNEP)                                                                        | —          | 501.000                       |
| * Chứng nhận dựa theo doanh số tiêu thụ. ^ Chứng nhận dựa theo doanh số nhập hàng. |            |                               |